# Colby O'Donis
Colby O'Donis Colón (Nova Iorque, 14 de março de 1989) é um cantor americano de pop, R&B e hip hop. É também ator.

## Discografia

### Álbuns
| 2008 | Colby O - Primeiro álbum de estúdio - Lançado: 16 de setembro de 2008 - Gravadora: Kon Live - Vendas: +142.751 | 41 | 14 |

### Singles
Solo
| 2008                                                                | "What You Got" (com Akon) | 14 | 84 | 11 | 29 | Colby O |
| 2008                                                                | "Don't Turn Back"         | —  | —  | —  | —  | Colby O |
| "—" significa que a canção não entrou na respectiva tabela musical. |                           |    |    |    |    |         |

Participações
| Ano  | Single                                                    | Posições | Posições | Posições | Posições | Posições | Posições | Posições | Álbum    |
| Ano  | Single                                                    | EUA      | AUS      | CAN      | NZL      | FRA      | BEL      | GBR      | Álbum    |
| ---- | --------------------------------------------------------- | -------- | -------- | -------- | -------- | -------- | -------- | -------- | -------- |
| 2008 | "Just Dance" (Lady GaGa com Colby O'Donis)                | 1        | 1        | 1        | 3        | 14       | 13       | 1        | The Fame |
| 2009 | "Beautiful" (Akon com Colby O'Donis & Kardinal Offishall) | 19       | 21       | 16       | 32       | 98       | 146      | 30       | Freedom  |

## Videoclipes
| Ano  | Canção                                     | Diretor          |
| ---- | ------------------------------------------ | ---------------- |
| 2008 | "What You Got"                             | Gil Green        |
| 2008 | "Just Dance" (Lady GaGa com Colby O'Donis) | Melina Matsoukas |
| 2008 | "Don't Turn Back"                          | Erik White       |
| 2009 | "Beautiful"                                | Aliaune Thiam    |
| 2009 | "I Wanna Touch You"                        | Colby O'Donis    |